# Scorzalite
La scorzalite est une espèce minérale phosphatée contenant du fer, du magnésium et de l'aluminium, de formule (Fe2+,Mg)Al2(OH,PO4)2. La scorzalite forme l'un des pôles d'une série de solution solide avec le minéral lazulite, plus léger et plus riche en magnésium.
La scorzalite cristallise dans le système cristallin monoclinique dans une forme dipyramidale. Elle a une dureté Mohs de 5,5-6 et une densité de 3,4. Elle est infusible et insoluble dans l'eau, et seulement légèrement soluble dans l'acide chlorhydrique chaud.

## Occurrence
Elle fut décrite pour la première fois en 1947 pour une occurrence dans le granite pegmatite dans la mine Córrego Frio, Linópolis, Rio Doce, Minas Gerais au Brésil. Elle a été nommée d'après le géologue brésilien Everisto Pena Scorza (1899–1969).
Elle apparaît en tant que phase secondaire dans les pegmatites et les quartzites à disthène (riches en aluminium).
- Minéraux associés : souzalite, triphylite, wyllieite, trolleite, apatite, lacroixite, berlinite, tourmaline, muscovite, feldspath et quartz[3].